# Teoria nordica
La teoria nordica è stata una teoria linguistica e archeologica che collocava la Urheimat protoindoeuropea, cioè la patria originaria delle lingue indoeuropee, nella Scandinavia meridionale o nel Bassopiano germanico. Questa ipotesi, avanzata da Karl Penka, Hermann Hirt, Gustaf Kossinna e altri, ebbe un certo successo tra il XIX secolo e gli inizi del XX secolo venendo fatta propria dal nazionalsocialismo ma è oggi considerata superata dalla maggioranza degli accademici; recentemente è stata ripresa da Jean Haudry e Carl-Heinz Boettcher. 

## Descrizione
Secondo Penka, il primo a proporre l'Urheimat nordica, il primitivo popolo indoeuropeo doveva essere sedentario e contadino ed autoctono dell'Europa settentrionale, formatosi senza interferenze esterne sin dal paleolitico.
La presenza del termine per indicare il rame nel vocabolario proto-indoeuropeo ricostruito tendeva a restringere la cronologia più alta della patria ancestrale in una cultura del neolitico finale o del calcolitico. Termini in favore di una localizzazione nordica sarebbero stati, tra gli altri, quelli per indicare il faggio (bhāghos) e il mare (*mori).

Per Boettcher, il primissimo periodo di formazione dei popoli protoindoeuropei iniziò nel tardo paleolitico, quando il riscaldamento globale, che fece seguito alla glaciazione Würm, permise ai cacciatori-raccoglitori stanziati nei rifugi glaciali a sud di ripopolare l'Europa settentrionale, ormai libera dai ghiacci. Essi diedero vita a delle manifestazioni archeologiche quali la cultura di Amburgo e la cultura di Federmesser. In queste aree del settentrione sono comuni dei fenomeni boreali che si ritroverebbero nella mitologia indoeuropea. Questi gruppi di cacciatori e pescatori furono alla base della successiva cultura Maglemosiana (9000-6500 a.C. circa). L'innalzamento del livello del mare nel Nord Europa causò l'allagamento di parte dei territori occupati dai Maglemosiani (Doggerland) e li respinse a sud. Gli eredi di questa cultura svilupparono le culture di Ertebølle e di Ellerbek. Boettcher confrontò le loro attività con quelle dei Vichinghi dei millenni successivi. Vennero descritti come una società guerriera in via di sviluppo, che si occupava di commercio e di pirateria risalendo i corsi d'acqua per razziare le terre occupate dagli agricoltori danubiani delle pianure più meridionali, sottomettendoli per poi diventare i loro capi. 

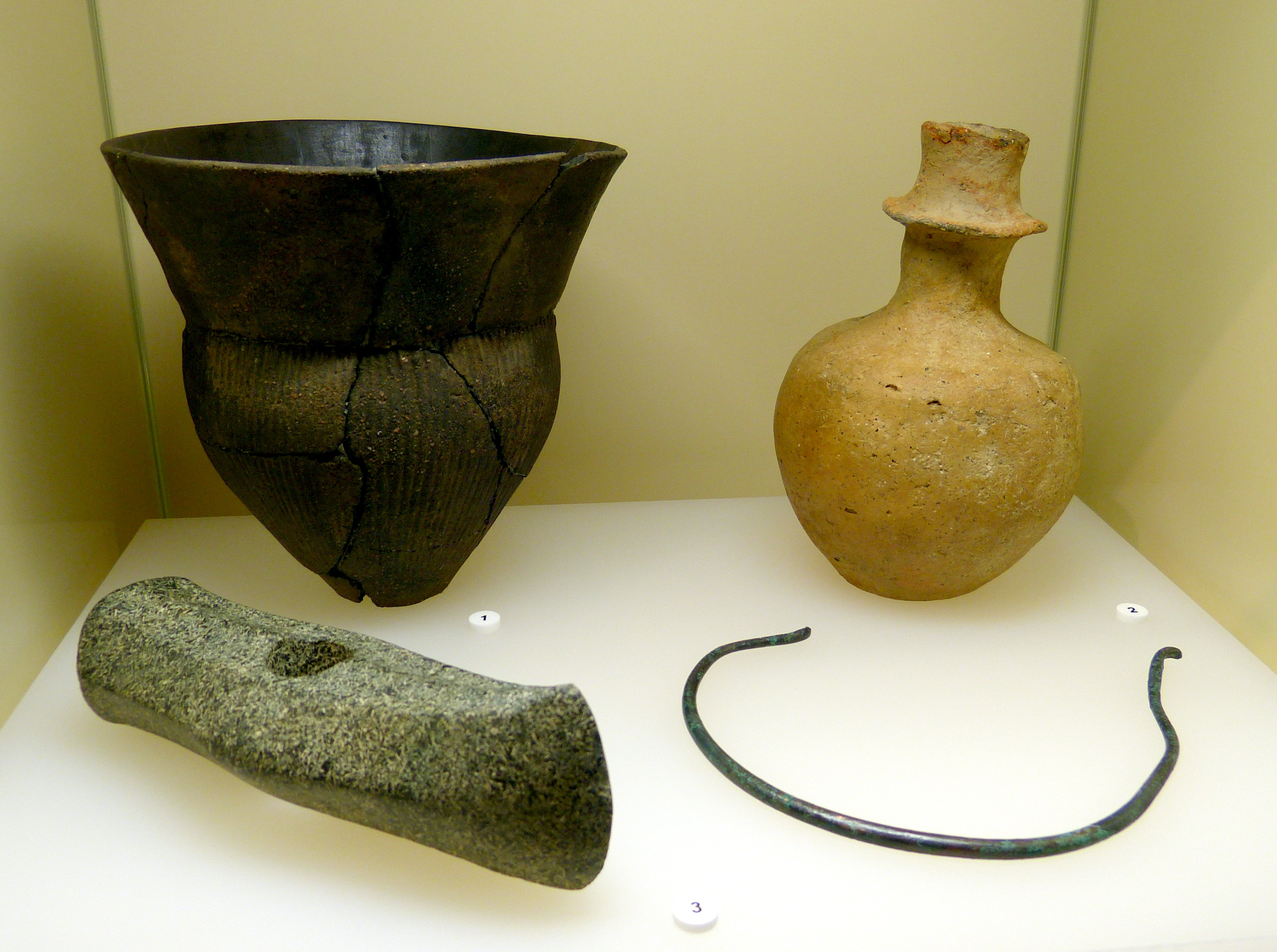
Ceramiche ed ascia in pietra della cultura del bicchiere imbutiforme

La fusione di queste due popolazioni diede origine alla cosiddetta cultura del bicchiere imbutiforme (4200-2600 a.C.), estesa dai Paesi Bassi all'Ucraina nord-occidentale, che sarebbe stata l'habitat originale dei primi indoeuropei; Haudry sostiene:
La prima cultura indoeuropea sarebbe stata quindi una sintesi tra la cultura di Ertebølle e le fasi finali della cultura della ceramica lineare. Questa fusione preistorica di due popolazioni differenti avrebbe spiegato alcuni miti comuni ai popoli indoeuropei studiati da Georges Dumézil come il ratto delle Sabine a Roma o la guerra tra gli Asi e i Vani della mitologia norrena, che avrebbero mostrato appunto l'unione tra gruppi di guerrieri e gruppi di produttori/agricoltori.
Culture più tarde come la cultura delle anfore globulari e della ceramica cordata avrebbero rappresentato l'espansione degli indoeuropei dalle loro sedi della pianura nordeuropea verso la Russia (cultura del medio Dnieper, cultura di Fatyanovo-Balanovo) e l'Asia (cultura di Koban). Analoghi movimenti di popolazioni nordiche si sarebbero irradiati dal nord verso l'occidente ed il sud dell'Europa, inclusa l'Anatolia (Troia), tra l'età del bronzo e l'età del ferro.